# 수봉
수봉(守奉. 1646년 ~ 1717년 이후)은 조선 후기의 노비 출신 지주로, 경상도 단성현 심정량가(沈廷亮家)의 외거노비였다. 수봉은 경제력을 활용해 노비에서 평민으로 올라섰다. 또한 재력을 바탕으로 다시 자신의 노비를 거느렸다. 수봉계 김해 김씨의 시조.
외거노비로서 재산을 축적하여 자신의 농토를 마련, 조선 조정에 돈을 바치고 노비에서 해방되어 평민이 되고, 통정대부(通政大夫)의 관직을 얻었다. 성도 본관도 없던 그는 김씨 성과 김해 본관을 획득하여 김해 김씨가 되었다. 그의 후손들은 단계적으로 족보를 세탁, 자손을 서원 원생으로 넣거나 타지역으로 이사, 개명 등을 시도했고, 그의 4대손 김성종과 김종원은 안동 김씨로 본관을 바꾸는데 성공한다.
그의 후손들은 김해김씨에 편입되었다. 그러나 수봉의 고손자 김종옥은 본관 갈아타기도 감행했다. 1825년 도산면에서 김해 김씨보다 위세가 높던 안동 김씨로 바꾼다. 하지만 1831년 김종원, 김성종 그리고 김종옥 관련 인척들은 안동김씨족보에서 퇴출되고 다시 김해김씨로 환원된다. 고려대학교 역사학과 교수 권내현의 추적을 통해 수봉과 그의 후손 6대의 신분세탁 과정이 2000년대에 밝혀져, 2012년 발표되었다.

## 생애

### 출생과 가계
1646년(인조 24)에 경상도 단성현(현, 산청군의 일부)에서 사노 갓복(㖙卜) 또는 어련(於連)과 사노 단문(丹文)의 딸 사비 숙향(淑香)의 아들로 태어났고, 생일은 미상이다. 그는 경상도 단성현(현, 산청군의 일부)에 살던 양반 심정량(沈廷亮)가문의 노비였다. 수봉의 선조들이 실제로 경상남도 김해에 거주했는지 여부는 불분명하나, 1678년(숙종 4년)의 호적 대장에 그의 본관은 김해(金海)로 나타난다.
수봉은 성(姓)이 없는 노비였다. 양반과 노비 첩 사이에서 태어난 이들, 양인이 노비 여성과 혼인해 낳은 이들은 조선의 법인 노비종모법에 따라 노비가 되었으나 성씨가 있었다. 그러나 수봉은 원래 성씨가 없었고, 친할아버지가 누군지도 알 수 없었다(祖 不知)고 한다.
수봉의 아버지 갓복(㖙卜) 또는 어련(於連)과 할아버지 이동(以同,) 역시 원래 직역이 호적에 없었다. 그의 집안이 어떤 이유로 노비가 되었는가와, 수봉이 어떤 이유로 주인의 신뢰를 얻은 것, 수봉이 솔거노비에서 주인집과 따로 살며 주인의 월경지 땅을 돌보는 외거노비가 될 수 있던 배경 등은 알려져있지 않다. 수봉의 생애 초기에 대한 기록 역시 미상이다.

### 생애 초반
수봉은 당시 심정량이 소유하고 있던 59명의 노비 중 한 명이었다. 그 59명의 노비 중에는 13명의 외거노비가 있었다. 노비였지만 그는 따로 농토를 가지고 있었다. 외거노비였던 그는 주인 심정량 집안에 일정한 세금인 신공을 바쳤다. 노비였던 그가 어떻게 농토를 획득했는가에 대한 기록은 나타나있지 않다. 그러나 그가 살 당시 당시에는 노비들도 재산을 상속받고 재산을 모아 토지를 사는 것이 가능했다. 수봉은 “도망이라는 방법보다 그가 가진 재산을 통해 노비 신분에서 벗어나는 길”을 선택했다.
1678년(숙종 4년) 당시 그는 단성현의 호적대장 중 심정량가문의 노비로 호적에 올라가 있었다. 그러나 1718년(숙종 44년)의 호적에 그는 김씨 성과 김해(金海)라는 본관을 얻었다. 학자 권내현은 1718년(숙종 44)의 김수봉의 호적과 1678년(숙종 4)의 단성현의 호적대장 중 심정량 가문의 호적 노비 명단에서 수봉의 이름을 찾아냈고, 1678년 심정량가문의 노비 수봉과 1717년 김수봉의 존재, 김수봉의 장인 이금금(李今金)이라는 이름과 심정량 가문의 노비 금금이(金金伊)의 이름이 동일한 것을 확인하였다.
1718년 김수봉의 호적상 아버지는 어련, 할아버지는 이동으로 되어 있으나, 1678년 노비 수봉의 아버지는 갓복, 할아버지, 증조부는 미상으로 등재되어 있다. 또한 수봉의 아들 김학의 나이 역시 1678년 호적에는 4세인데, 1718년 호적에는 44세가 아닌 49세로 기록되어 있다. 그런데 수봉의 장인 이름이 1718년 김수봉의 호적에는 이금금(李今金), 1678년 노비 수봉의 호적에는 금금이(金金伊)로 나타났다. 그런데 1678년 수봉의 호적에 장인 금금이는 이생(李生), 이름이 전하지 않는 이씨성을 가진 사람의 아들이라고 등재된 것이 확인되었다.
부인 이소사 자목(李召史 者目)의 친정아버지 금금이 역시 심정량 가문의 노비였다. 그러다 자목은 나중에 성주군에 사는 군관(軍官) 도시담(都時淡)의 노비가 되었다. 도시담의 노비가 된 자목이 어떻게 수봉과 만나 결혼하게 됐는지는 알려져 있지 않다. 양반이 아닌 그의 부인 역시 신분세탁 후 평민여성에게 붙여지는 소사(召史)라는 칭호가 붙어 이소사가 되었고, 그가 양반이 되면서 다시 이씨(李氏)로 불리게 된다. 그러나 부인 자목(者目)은 노비였지만 성씨가 있었는데 영동 이씨(永東李氏)였다. 원래 금금이의 아버지이자 수봉의 처조부는 호적상 이생(李生)으로 나타나는데 본명이나 행적은 확인되지 않으며, 이씨 성을 가진 것만 확인되었다. 금금이의 아버지는 평민 혹은 양반이었으나, 금금이의 어머니는 노비였고, 금금이는 어떤 이유로 노비에서 속량되지 못했는지는 알려져 있지 않다. 금금이의 아버지 이씨 성을 가진 양반은 금금이에게 자신의 이름도 알려주지 않았고, 노비인 서자 이금금은 아버지의 이름을 몰라 호적에 싣지 못했다.
수봉의 부인 자목의 친정어머니는 사노비 애춘(愛春)인데, 애춘의 친정아버지는 김복(金卜)으로 본관은 미상이다. 주인 심정량의 신뢰를 얻어 심정량의 월경지 땅을 경작한 수봉은 1678년 이후 어느 시점에 평민으로 속량된다. 1678년(숙종 4) 당시 아들 금학의 신분은 사노비가 아닌 반노(班奴)로 등재되어 있다.

### 성씨, 본관과 양반신분 획득
1678년~1717년 사이에 사노비 신분에서 해방된 수봉은 김씨(金氏) 성을 획득하였다. 그러나 수봉은 정확히 자신의 조상의 이름을 몰랐고, 아버지 갓복 또는 어련 이외에 할아버지에 대해서는 부지(不知)라 하였다. 아들 김흥발이 자신의 증조부를 이동이라고 기록한 근거는 확인되지 않는다.
수봉은 1680년(숙종 6) 경신대기근 당시 그는 어느 정도의 양인지는 정확하지 않으나 곡식을 바쳤다. 이후 수봉은 조선이 숙종 때 을병대기근(1695~1696)을 거친 이후에 평민의 신분을 사들인 것으로 보인다. 이때 역시 노비였던 그의 부인 역시 평민 여성에게 붙이는 칭호인 소사 라는 칭호가 호적에 붙게 된다. 숙종 때인 1678~1717년 당시 정부는 노비 면천 문서나 통정대부 등에 임명하는 공명첩을 팔아 기근 진휼 재정을 확보했다. 수봉은 재산을 내고 합법적으로 평민이 되었던 것이다. 평민의 신분을 사들인 그는 김씨(金氏) 성과, 김해(金海)라는 본관을 획득하고 김해 김씨가 되었다. 수봉이 살던 단성현 단성면 지역에는 김해 김씨 성본을 가진 양반이 없었고, 그는 김해 김씨를 자신의 성본으로 선택했다. 그러나 나중에 다시 추가로 납속을 하여 다시 납속통정대부(納粟通政大夫)라는 관직을 받았다.
그의 아들들은 평민 신분으로 군역에 올랐다가 다시 아들 김흥발은 1750년(영조 26년) 가선대부에 올랐다. 수봉의 다른 아들 김흥창 역시 재산을 조정에 헌납하고 1732년(영조 8) 납속절충장군에 올랐으며, 1750년(영조 26) 다시 납속절충장군의 직책을 받았다.
그의 며느리이자 김흥발의 처 변소사(卞召史)는 단성현 법물야면 출신으로, 본관이 초계 변씨(草溪卞氏)이다. 변소사의 친정아버지는 통정대부 변해금이고, 할아버지는 변해룡, 증조부는 변덕수였다. 그러나 변소사의 외할아버지는 사노, 노비 정립이었다. 수봉의 며느리 변소사는 서얼 출신으로, 변소사의 친정아버지 쪽으로는 평민이었지만 변소사의 친정어머니가 노비 여성이었고, 변소사 역시 노비였다가 시아버지 수봉이 신분세탁을 하는 어느 시점에 평민으로 격상되었다. 김흥발의 호적에 부인 변소사의 인적사항에 친정아버지 통정대부 변해금, 할아버지 변해룡, 증조는 변덕수와 외할아버지 노비 정립이 나타나는데, 신분을 세탁한 뒤에도 변소사의 노비 출신 친정 외할아버지 인적사항은 변동하지 못했다. 변소사의 외할아버지와 친정어머니는 노비였고, 변소사 역시 노비였을 것으로 추정된다. 조선에서는 대개 부모 가운데 한 사람이라도 노비이면 자식들은 모두 노비가 되었기 때문에 외조부가 사노비라면 변소사의 어머니도 노비였다는 말이 된다. 권내현에 의하면 '변소사의 어머니가 속량贖良되지 않았다면 변소사 역시 원래 노비 출신이었을 확률이 높다'고 보고 있다.
1717년의 단성현의 호적에는 김수봉이 등장한다. 1717년에서 1720년 사이에 사망했으나, 정확한 사망년대와 사망일, 묘지 위치는 실전되어 미상이다. 훗날 그의 후손들은 김해 김씨가 되었지만, 후손 중 일부는 단성현을 떠나 흩어져서 인근 산청군, 신등면, 안동군 도산면, 진주 등 타지역으로 이사한 후 다시 호적을 세탁하여 안동 김씨에 편입되었다.

## 신분 세탁 과정

### 후손들의 신분 세탁 과정
수봉의 대에 흉년기에 곡식을 바쳐 노비에서 해방되고, 성과 본관을 획득한 그의 후손들은 김해 김씨로 살아갔다. 1717년(숙종 43) 김흥발은 조부·증조부·외조부의 직역을 기재하지 않았었다. 그런데 1720년(경종 즉위) 김흥발은 호적대장에 조부·증조부를 정병(正兵)으로 적었다. 정병은 평민의 군역이다. 그는 호적에 외조부도 평민에 해당하는 양인(良人)이라 썼다.
수봉의 아들 김흥발은 재산을 이용해 아들들을 서원(書院) 원생으로 집어넣었다. 공부 중이면 군역이 면제됐기 때문이다. 그리고 벼슬 얻지 못한 양반의 직역인 유학(幼學)을 호적대장에 거짓으로 썼다. 이렇게 노비의 흔적을 완전히 지웠다. 수봉의 셋째 아들 김흥창은 1732년(영조 9년) 납속절충장군이 되고, 1750년 다시 납속절충장군에 임명되었다. 김흥발의 아들 김소명은 서사낭청까지 올랐고, 금학의 아들 김해발은 어영군에 속해있다가 1759년(영조 35년) 무관직인 전력부위(展力副尉, 종9품)에 올랐다.
수봉의 증손자이며 셋째아들 김흥창의 손자인 김광오는 21세였던 1759년(영조 35년)까지는 평민 군역자였으나, 경제력을 배경으로 41세였던 1780년(정조 4) 마침내 유학(幼學)이 되었다. 증손 김광오는 1780년(정조 4년) 양반들이 독점했던 '유학'(幼學)이란 호적상 직역에 제일 먼저 진출했다. 그러나 김광오는 1783년(정조 7년) 다시 중간층의 교생으로 강등되었다가, 다시 평민으로 강등되었다. 김광오가 어떤 이유로 중인으로 강등되었다가, 다시 평민으로 강등되었는지는 알려져 있지 않다. 1789년(정조 13년)의 호적에 김광오는 다시 업무(業武)라는 중인, 서얼의 직역을 획득한다. 1825년(순조 25년) 수봉의 4대손 김성종은 단성이나 도산면이 아닌 산청군 신등면으로 이사가고, 본관을 안동 김씨로 바꿨다. 김성종의 6촌 동생이자, 수봉의 다른 4대손 김종원도 다른 곳인 경북 안동군으로 이사가서 본관을 다시 안동 김씨로 본관을 바꿨다. 김종원의 호적, 신분 세탁은 성공하여 1849년(헌종 15년) 김종원은 자신의 호적에 있는 친족 구성원 모두의 본관을 안동으로 바꾸는 데 성공했다. 1990년대부터 2000년대 대한민국의 역사학자 권내현이 조선시대의 호적을 추적한 기록에 의하면, 기록에 등재된 수봉의 후손들은 김해김씨와 안동김씨 등으로 본관을 바꾸고 신분세탁을 한 것이 확인되었다.
도산면에 살던 안동 김씨들이 18세기 이후에 안동군 도산면을 벗어나 대거 다른 지역으로 이주하거나, 일부는 후손이 단절되었다. 권내현이 추적한 안동 도산면의 1830년대 호적에 의하면, 1831년(순조 31년) 도산면에 남아 있던 안동 김씨는 1가구에 불과했다. 이것을 기회로 수봉의 4대손 김종원 등은 본관을 김해 김씨에서 안동 김씨로 세탁을 시도했다. 본관 이동에 드는 비용에 관련하여 권내현은 "가짜 족보를 만들거나 향리와 결탁해 호적을 만들면 물론 비용이 들었다. 하지만 그렇지 않은 경우엔 비용 없이 몰래 본관을 바꿨다" 한다.
수봉의 다른 후손들은 경상도 등광, 진양군 등으로 이주, 뿔뿔이 흩어졌다.
수봉이 거주했던 도산면에서는 1678년에서 1717년 사이에 노비 인구가 42%에서 27%로 감소했다. 노비들은 신분 상승 과정에서 성과 본관도 함께 얻었다. 일부 후손들은 단성, 도산에 남아 있었다. 6대손 김정흠의 대에 1858년(철종 9년) 양반 신분 획득에 성공하고, 호적상 직역은 유학으로 확정된다. 그러나 근처의 양반들은 이들을 양반으로 인정하지 않았고, 이들과 혼인관계나 교류를 하지 않았다.

### 양반 입양문화 모방
수봉의 후손들은 양반가에서 형제나 사촌간에 아들이 없으면, 다른 형제의 아들, 사촌이나 같은 항렬의 아들을 양자로 입양하는 양자입양 문화를 모방했다. 수봉의 후손 중 최초로 입양된 인물은 1831년(순조 31) 자기 큰아버지의 양자로 기재된 김종원이다. 김종원은 안동군 도산면으로 가서 안동 김씨로 신분을 세탁하는데 성공했다.
수봉의 아들 김흥발의 증손 김종원은 자신의 친아버지 김성대가 아닌, 자녀 없이 죽은 큰아버지 김정대의 양자로 등재되었다. 후일 김종원의 아들 김재곤은 호적이나 문서에 자기 할아버지의 이름을 김성대가 아닌 그의 형 김정대로 기록했다. 고려대학교 교수 권내현에 의하면“아들이 없을 경우 부계 친족을 통해 가계를 잇는 것은 조선 후기 양반층의 정서였다”는 것이다. 그러나 안동군 도산면의 양반들 역시 수봉의 후손들을 인정하지 않았고, 혼인관계나 교류를 하지 않았다.

## 가족 관계
아들 금학은 1678년의 호적 대장에는 나이 4세로 올렸다가, 1717년의 호적에는 나이 49세로 올렸다. 1678년의 호적이 정확하다면 1717년에는 49세가 되어야 한다. 권내현은 이를 두고 '평민들의 경우 호적이 새로 만들어질 때 나이나 이름을 바꾸는 경우가 많았다.'고 지적하였다.
아들 김흥발은 가선대부 동지중추부사에, 다른 아들 김흥창은 납속으로 절충장군을 역임했다. 금학의 아들 해발은 1759년(영조 35) 전력부위가 되고, 김흥발의 아들 중 한명인 김소명은 1780년(정조 4) 서사낭청이 되었다. 그의 후손들은 다시 교생으로 신분이 강등되기도 했으나 1858년(철종 9)에 가서 양반 신분을 최종 획득한다.
- 할아버지 : 이동(李同)
- 아버지 : 어련(於連) 또는 갓동(㖙同)
- 어머니 : 숙향(淑香), 사노 단문(丹文)의 딸
- 부인: 이소사 자목(李召史 者目, 1651년~ ?)
  - 아들 : 김흥발(金興發, 1668년 - 1759년?)
  - 며느리 : 변소사(卞召史, 1674년 - ?), 본관은 초계, 통정대부 변해금의 딸, 친정어머니와 외조부는 노비
    - 손자 : 김이달(金伊達, 1700년 - ?)
    - 손자며느리 : 주소사(周召史, 1700년 - ?)
    - 손자 : 김금철(1712년 - ?)
    - 손자 : 김소명

  - 아들 : 갓동이(㖙同伊)
  - 아들 : 김흥창(1677년 - 1750년?)
    - 손자 : 김해발

  - 아들 : 금학(金鶴, 1668년/[1674년]] - 1737년?)
    - 손자 : 김세우

  - 딸 : 김소사(金召史, 1684년 - )
  - 사위 : 박끝용(朴末龍 1684년 - ), 노비 출신으로 1729년 평민신분 획득, 본관은 밀양.
- 장인 : 이금금(李今金. ? - ?) 또는 금금이(金金伊), 사노비, 이생의 아들
- 장모 : 김애춘(金愛春, ? - ?), 본관 미상, 김복(金卜)의 딸
- 외할아버지 : 단문(丹文), 본관은 안동(安東)
- 이종사촌 : 실동
- 사돈 : 변담, 며느리 변소사의 친정조카. 평민 가문의 양자로 들어가 신분을 세탁했다.[8]

## 노비 소유
원래 노비 출신이었던 수봉도 노비를 소유하고 있었다. 수봉이 거느리던 노비 중 한명인 큰아지(大阿只)는 양인 옥상과 비(여자 노비) 순옥 사이에서 태어났다. 큰아기의 어머니 순옥은 여자 노비였지만, 아버지 옥상은 양인, 평민이었다. 그러나 노비종모법에 따라 순옥의 자녀들은 노비가 되었다.
그런데 인근 법물야면 구술에는 옥상과 순옥 사이에서 태어난 일례라는 또다른 여자 노비 1명이 있었다. 일례는 노비에서 속량된 박기룡의 부인이었다.

## 노비 종모법
순옥은 수봉 집안의 노비였다. 수봉의 아들 갓동이에게는 최소 3명의 노비가 있었고, 그 중 2명은 어머니가 순옥이다. 순옥은 언제인지는 모르지만 수봉의 노비가 되었고, 평민인 옥상과 결혼해서 두 딸이 생기자 그도 수봉의 소유가 되었다. 수봉이 죽으면서 두 딸은 수봉의 아들 개똥이에게로 소유권이 넘어갔다.
역시 사노비였던 수봉의 부인 이소사는 이씨 성이 있었고 친정아버지는 이금금(李今金)이었는데, 이금금의 아버지는 이생(李生)이라 한다. 그러나 이금금은 노비였고, 다만 이금금의 아버지가 이씨라는 것만 전할 뿐, 이생이 양반인지 평민인지 여부와 이생의 정확한 이름은 전하지 않고 있다.
수봉의 사위 박끝용의 호적에 의하면 처외조부 이금금의 본관은 영동(永同)이라 한다.

## 기타
- 수봉 이전에도 성종 때에 주인과 따로 사는 외거노비 임복(林福)의 기록이 전한다.

- 수봉의 이종사촌 실동은 경제력을 배경으로 자신의 아들 세명 중에 장남을 먼저 면천시켜, 평민 군역자로 만들어주었다.[11]

- 수봉이 살던 시대인 1764년에는 한양 복판에 인쇄시설을 갖추고 족보장사를 하다 적발되는 사건도 터졌다. 18세기 들어 하층민의 대대적인 ‘신분 세탁’이 시작되었다.

- 수봉과 함께 심정량 가문의 외거노비였던 신원은 풍덕에 거주했는데 주인에게 신공을 바치지 않다가, 어느 순간 잠적하였다. 1750년(영조 26) 심정량의 아들은 신원을 자신의 노비 대장에 등재하였다. 신원의 후손들을 찾았을 때 그 근거로 그들에 대한 소유권이 주어지기 때문이었다.

- 그의 사위 중 한명으로 노비에서 속량된 박끝용은, 며느리 변소사의 할아버지 변해룡의 외손자이다.

## 참고 자료
- 권내현, <노비에서 양반으로, 그 머나먼 여정> (역사비평사, 2014)
- 역사비평사, <역사비평 2012년 봄 호:통권 98호>, (역사비평사, 2012) pp.269~298